# Декель, Михаэль
Декель Михаэль (1 августа 1920, Пинск — 20 сентября 1994, Нордия, Израиль) — израильский политический деятель. Депутат Кнессета 9-11-го созывов.

## Биография
Родился в Пинске. Учился в еврейской школе «Тарбут». В годы Второй Мировой войны служил в советской армии (1943—1944) и в польской армии (1944—1946). После войны был командиром ячейки Бейтара в лагере для перемещённых лиц в Австрии и членом штаба Иргун.

В 1949 эмигрировал в Израиль. Изучал политологию, экономику и социологию в Тель-Авивском университете. С 1966 состоял членом администрации и центра движения «Херут».
Депутат Кнессета 9-11-го созывов (1977—1988) от партии Ликуд.
Служил в качестве заместителя министра обороны и заместитель министра сельского хозяйства (1985—1988) Израиля.